# Mietenmoor
Das Mietenmoor ist ein aus drei Teilflächen bestehendes Naturschutzgebiet in den Ortschaften Ringstedt, Lintig und Köhlen der niedersächsischen Stadt Geestland im Landkreis Cuxhaven.

## Allgemeines
Das Naturschutzgebiet mit dem Kennzeichen NSG LÜ 152 ist rund 119 Hektar groß. Es steht seit dem 16. Juli 1987 unter Naturschutz. Zuständige untere Naturschutzbehörde ist der Landkreis Cuxhaven.

## Beschreibung
Das Naturschutzgebiet liegt östlich von Ringstedt und stellt den Rest eines ehemals weiträumigen Hochmoores unter Schutz. Im entwässerten und durch Torfabbau veränderten Moor haben sich Kiefern und Birken angesiedelt. In den Torfstichen wachsen u. a. Torfmoose und Wollgräser. In Teilen des Moores wurde noch bis ins späte 20. Jahrhundert Torf als Brennmaterial gestochen. Östlich des Naturschutzgebietes schließt sich noch ein weiterer Rest des Hochmoores an, der nicht in das Schutzgebiet einbezogen ist.
In Teilen des Naturschutzgebietes werden die ehemaligen Moorflächen als Grünland genutzt. Um die Nutzung aufrechterhalten zu können, muss die entwässernde Wirkung der vorhandenen Gräben erhalten bleiben. Schutzzweck ist aber nicht nur die Erhaltung, sondern auch die Renaturierung der Hochmoorflächen, wofür die Nutzung der Grünlandflächen extensiviert bzw. aufgegeben werden soll.
Das Gebiet wird über diverse Gräben zum Scheidebach, der südwestlich von Ringstedt im Naturschutzgebiet „Fleinsee/Altluneberger See“ in die Geeste mündet und die Großenhainer Beeke, die unterhalb von Großenhain in die Mehe, einem Nebenfluss der Oste, mündet, entwässert.